# Barrouxia
Barrouxia – rodzaj pasożytniczych pierwotniaków powodujących zachorowania zwierząt należący do protista. Występuje u bezkręgowców. Rodzaj ten cechuje się oocystami z wieloma sporocystami. Z kolei każda sporocysta zawiera 1 sporozoit.
Należą tutaj następujące gatunki:
- Barrouxia alpina Léger 1898
- Barrouxia belostomatis Carini 1942
- Barrouxia bulini Triffitt, Buckley i McDonald 1932
- Barrouxia caudata Léger 1898
- Barrouxia labbei (Léger 1897)
- Barrouxia legeri Schellack i Reichenow 1913
- Barrouxia ornata Schneider 1885
- Barrouxia schneideri (Bütschli 1882)
- Barrouxia spiralis Averinzev 1916
- Barrouxia ventricosa (Léger 1898)